# 러스 포웰
러스 포웰(Russ Powell, 1875년 9월 16일 ~ 1950년 11월 28일)은 미국의 배우, 영화배우이다.
인디애나폴리스에서 태어났으며 로스앤젤레스에서 사망하였다.

## 영화
- 뜨거운 것이 좋아 (1939년)
- 에브리씽 해펀즈 앳 나잇 (1939년)
- 나이트 오브 나이츠 (1939년)
- 쓰루브레드 돈 크라이 (1937년)
- 더 파이어플라이 (1937년)
- 트레일 오브 더 론섬 파인 (1936년)
- 내 사랑 시카고 (1936년)
- 아이 드림 투 머치 (1935년)
- 바르바리 해안 (1935년)
- 메리 위도우 (1934년)
- 몬테 크리스토 백작 (1934년)
- 로마 스캔달 (1933년)
- 킹콩 (1933년)
- 마델론의 비극 (1931년)
- 비에니즈 나이츠 (1930년)
- 파라마운트 온 퍼레이드 (1930년)
- 신비로운 여인 (1928년)
- 노 플레이스 투 고 (1927년)